# Gare de Clisson
Gare de Clisson vasútállomás Franciaországban, Clisson településen.

## Vasútvonalak
Az állomást az alábbi vasútvonalak érintik:
- Nantes–Saintes-vasútvonal
- Clisson-Cholet-vasútvonal

## Kapcsolódó állomások
A vasútállomáshoz az alábbi állomások vannak a legközelebb:
- Gare de Gorges
- Gare de Cugand
- Gare de Montaigu